# 女子野球ジャパンカップ
女子野球ジャパンカップは、日本女子プロ野球機構の主催で全国女子チームがプロ・アマ世代を超えて日本一を争う女子硬式野球の日本最高峰の大会で、2011年から2019年まで開催されていた。

## 大会出場の選考方法
2013年の第3回大会以降の出場選抜方式を記す。
- 日本女子プロ野球機構　過去のティアラカップの成績を参考に上位3チーム（当初は4チーム全部出場予定だったが変更となった）[2]
  - 2015年度の第5回以降は正会員3チームのうち、レギュラーシーズン上位2チームが自動進出。3位チームは育成型（準会員）チームのレイアとの出場決定戦を実施し、その勝者が進出となる。
- プロ以外のクラブチーム - 「市原市長杯全日本女子硬式クラブ野球選手権大会」決勝進出2チーム
- 大学 - 「全国大学女子硬式野球選手権大会」決勝進出2チーム
- 高校 - 「全国高等学校女子硬式野球選手権大会」準決勝進出4チーム
- 2019年度の第9回大会は令和元年東日本台風（台風19号）による被害に配慮と大会運営上の観点より、開催日数と大会出場枠の削減などの変更が掛けられている[3]。
- プロチームは育成のレイアと年間3位チームとの出場決定戦・年間1位と2位チームによる年間女王決定戦が共に中止となった為、レギュラーシーズン上位2チームのみ進出。
- プロ以外のクラブチームは第14回全日本女子硬式クラブ野球選手権大会が中止となり、主催の日本女子プロ野球機構側が“公平な判断での選出が不可能”と判断した為、参加せず。
- 高校と大学は上記と変更なし。
- 2020年度は新型コロナウィルス感染拡大の影響で開催しないこととなった[4]。
- 2021年度も新型コロナウィルス感染拡大ならびに女子プロ野球の試合が行われていないことから、開催されなかった。また、同年12月に主催の日本女子プロ野球機構が無期限の活動休止を発表したことにより、今後開催される可能性は低い。

## 試合方式
- 原則として7イニングス制。
- 決勝戦を除き、試合開始から1時間45分（グラウンド整備による中断を含む）を経過したイニングス完了をもって時間切れコールドゲームとする。
- 7イニングス、または時間切れによるコールドゲームで同点引き分けで試合終了となった場合は抽選で次の試合に進出するチームを決める。
- プロチームとアマチュアチームが同点引き分けになった場合は、アマチュアチームが次の試合に進出する。
- 雨天などにより試合が中断した場合は5回の攻撃完了、または試合開始から1時間45分を経過した時点で成立したものとみなす。
- 一定の得点差が開いた場合のコールドゲームは、4回で10点差以上、6回で7点差以上ある場合に適用する。
- 決勝戦については時間制限や得点差によるコールドは適用せず（雨天中断によるコールドは適用する）、7イニングまで完全に行い、同点の場合は時間無制限、9回迄行い同点引き分けの場合は両チーム優勝となる。ただ、プロチームがアマチュアチームと引き分けた場合は、アマチュアチームが優勝となる。
- 選手は11人～18人まで、役員は5人以下とする。なお選手・コーチは必ず統一されたユニフォームを着ること。（プロチームも出場権なしのトップ3位・育成のレイアから出場2チームへ選手を派遣する場合も同様）
- アピール（タイム　選手交代含む）については監督、または当該選手のみとする。
- 監督・コーチの指示によるグラウンドへの侵入は1イニング1回・30秒まで（攻守とも）とする。
- 指名打者制採用（使用は任意）
- 試合球は日本女子プロ野球機構が通常使用する硬式球と同じものを使う。
- バットは金属バットである場合に限って、製品安全協会認定マーク（SGマーク）の貼られている物を使う。
- 組み合わせ表の番号の若いチームの方を1塁側とするが、先攻め・後攻めはメンバー交換時（試合開始予定時刻の原則2時間前。ただし第1試合は1時間前）に決定する。
- シートノックは7分間で、後攻めチームから先にする。またイニング間や投手交代時の投球練習は原則として3球まで。
- 審判は4人制（球審1人・塁審3人）。全て日本女子プロ野球機構所属者。

## 歴代大会結果
| 回 | 開催年 | 開催地                     | 優勝                     | 結果   | 準優勝                 |
| -- | ------ | -------------------------- | ------------------------ | ------ | ---------------------- |
| 1  | 2011年 | わかさスタジアム京都       | 埼玉栄高校               | 5 - 0  | 福知山成美高校         |
| 2  | 2012年 | わかさスタジアム京都       | 兵庫スイングスマイリーズ | 2 - 0  | 京都アストドリームス   |
| 3  | 2013年 | 静岡草薙球場               | サウス・ディオーネ       | 8 - 1  | イースト・アストライア |
| 4  | 2014年 | 埼玉県営大宮公園野球場     | ウエスト・フローラ       | 12 - 0 | イースト・アストライア |
| 5  | 2015年 | 埼玉県営大宮公園野球場     | 兵庫ディオーネ           | 3 - 0  | 埼玉アストライア       |
| 6  | 2016年 | ほっともっとフィールド神戸 | 兵庫ディオーネ           | 8 - 0  | 埼玉アストライア       |
| 7  | 2017年 | わかさスタジアム京都       | 埼玉アストライア         | 5 - 2  | 兵庫ディオーネ         |
| 8  | 2018年 | わかさスタジアム京都       | 京都フローラ             | 6 - 1  | 尚美学園大学           |
| 9  | 2019年 | わかさスタジアム京都       | 埼玉アストライア         | 6 - 4  | 京都フローラ           |

## 優勝回数
| チーム名                       | 回数 |
| ------------------------------ | ---- |
| 愛知ディオーネ                 | 4    |
| 京都フローラ、埼玉アストライア | 2    |
| 埼玉栄高校                     | 1    |